# Acanthurus nigrofuscus
Acanthurus nigrofuscus – gatunek morskiej ryby okoniokształtnej z rodziny pokolcowatych (Acanthuridae). 

## Występowanie
Gatunek pospolity na rafach koralowych Morza Czerwonego, Oceanu Indyjskiego i Pacyfiku. Występuje na twardych podłożach płytkich lagun i raf od strony morza.

## Budowa
Osiąga długość ok. 21 cm. Ubarwienie ciała lawendowo-brązowe z pomarańczowymi kropkami na głowie.